# Asunción Cuyotepeji
Asunción Cuyotepeji är en kommun i Mexiko.   Den ligger i delstaten Oaxaca, i den sydöstra delen av landet, 230 km sydost om huvudstaden Mexico City.